# Patrick Aebischer

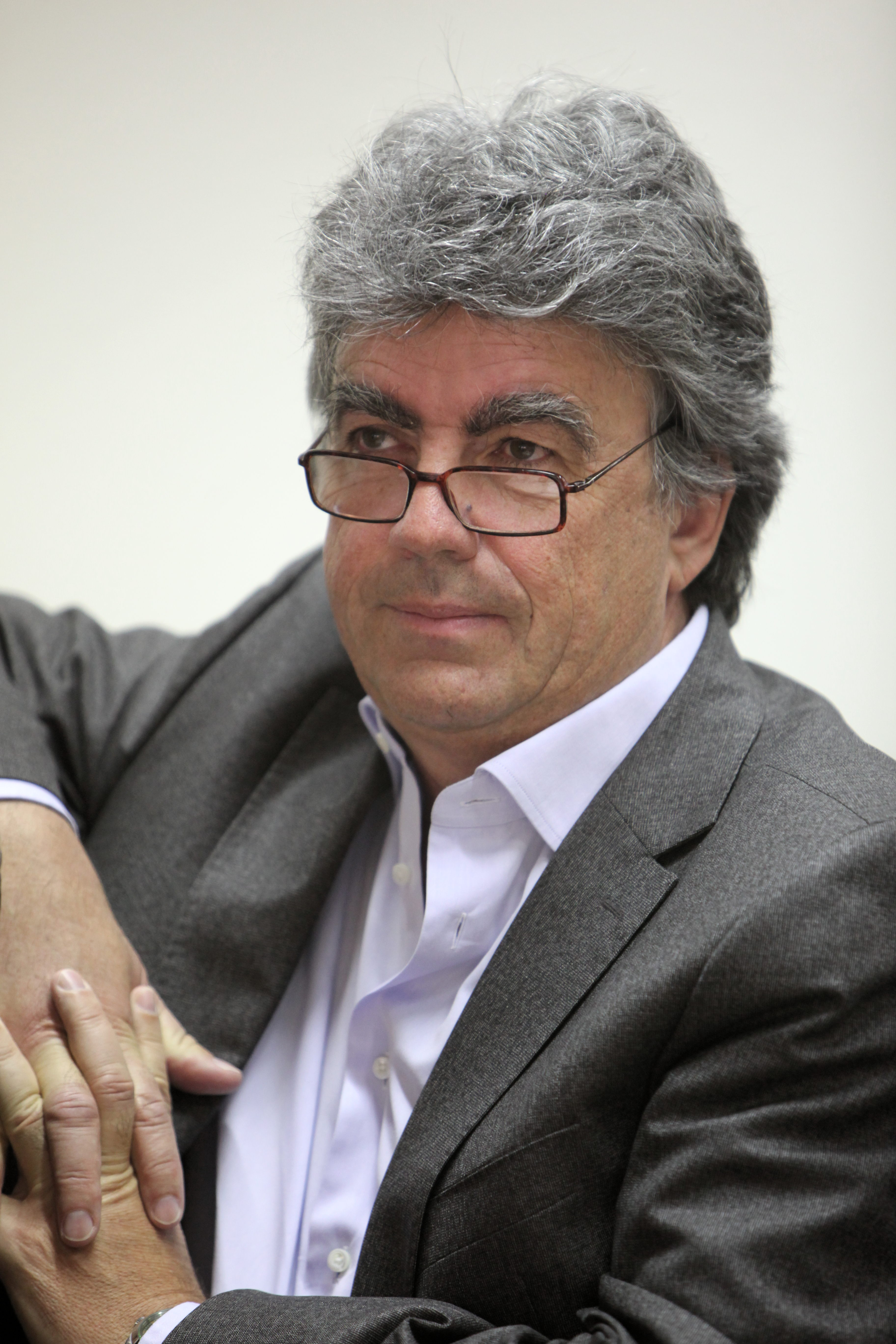
Patrick Aebischer

Patrick Aebischer (* 22. November 1954 in Freiburg im Üechtland) ist ein Schweizer Neurowissenschaftler und von 2000 bis 2016 Präsident der École polytechnique fédérale de Lausanne (EPFL).

## Leben
Patrick Aebischer ist Sohn des Freiburger Künstlers Yoki, mit bürgerlichem Namen Émile Aebischer (1922–2012). Er studierte Medizin an den Universitäten Genf und Freiburg im Üechtland und schloss 1980 ab; 1983 wurde er in Genf promoviert.
In den Jahren 1984 bis 1992 ging er in die Vereinigten Staaten und arbeitete dort zunächst als wissenschaftlicher Mitarbeiter im Bereich Medizinwissenschaften an der Brown University. 1991 wurde er Vorsitzender der Arbeitsgruppe „Artificial Organs, Biomaterials and Cellular Technology“ in der Abteilung Biologie und Medizin. Im Herbst 1992 reiste er zurück in die Schweiz und nahm am Universitätsspital Lausanne eine Professur und die Direktion des Gentherapie-Zentrums an.
1999 wurde Aebischer vom schweizerischen Bundesrat zum Präsidenten der EPFL bestimmt. Seine Vorstellungen einer Umgestaltung des Hauses nach amerikanischen und wettbewerbsfähigen Gesichtspunkten stiess bei Professoren, Studenten und kooperierenden Unternehmen mehrheitlich auf Ablehnung. Sie forderten seinen Rücktritt. Aebischer vertrat das amerikanische Universitätsmodell als ein meritokratisches System, das Innovationen fördert. Nach zwei Wochen konnte er sich durchsetzen und überzeugte nach sechzehn Jahren Arbeit schliesslich auch seine einstigen Kritiker. In dieser Zeit hatte sich die Zahl der Studierenden von 4'500 auf über 10'000, die der Doktorierenden von 700 auf fast 2'100 und die der Postdoktoranden von 100 auf 825 erhöht. Gleichzeitig verbesserte sich das Ranking nach dem Shanghai-Ranking von 104 (2004) auf 70 (2015). 2017 löste ihn Martin Vetterli (* 1957) ab.
Aebischers zahlreiche Interessenverbindungen gaben Anlass zu Kritik. So sass er seit deren Gründung im Verwaltungsrat der Nestlé Health Science SA (2011), die an der EPFL zwei Lehrstühle stiftete und ihren Firmensitz auf dem Campus Lausanne der EPFL einrichtete. 2015 musste Aebischer aus diesem Verwaltungsrat austreten, nachdem das Aufsichtsorgan der EPFL, der ETH-Rat, dieses Engagement in seiner Sitzung vom 18. Januar nicht mehr bewilligte. Im August 2018 wurde er in den Aufsichtsrat der Jacobs University Bremen berufen. Aebischer ist im Verwaltungsrat von Logitech und Nestlé und präsidiert den Novartis Venture Fund. Er ist Mitgründer von drei Startups, von denen er Amazentis präsidiert, eine Firma, die sich mit Mitteln zur Verlangsamung des Alterungsprozesses befasst.
Patrick Aebischer ist verheiratet und Vater von zwei Kindern.